# 1 Pułk Piechoty OW Grodno
1 Pułk Piechoty OW Grodno Grupy Grodzieńskiej (Obszaru Warownego „Grodno”) (1 pp OWar. „Grodno”)  w dokumentach użyto nazwy 304 pułk piechoty – oddział piechoty Wojska Polskiego, improwizowany w trakcie kampanii wrześniowej.
Pułk utworzony w Grodnie z pododdziałów asystencyjnych i marszowych OK III i OK IX. Przewieziony transportem kolejowym do Lwowa, wziął czynny udział w obronie miasta, w okresie 12 – 22 września 1939 roku. 

## Formowanie i zmiany organizacyjne pułku
Po zmobilizowaniu w ramach mobilizacji powszechnej na bazie wileńskich batalionów marszowych typu specjalnego 205 i 206 pułków piechoty rezerwowej dla 35 DP rez. W dniach 1–6 września pozostały z nich pododdziały, które nie weszły w ich skład w garnizonach Wilno, Lida i Nowawilejka. Również na terenie Okręgu Korpusu nr III w Grodnie i innych garnizonach powstały bataliony marszowe dla pułków piechoty przebywających na froncie. Jak też zmobilizowane zasoby osobowe w składzie Ośrodków Zapasowych 1 DP Leg i 29 DP oraz Kadry Zapasowej Piechoty Grodno. Z tych pododdziałów na rozkaz dowódcy OK III gen. bryg. Józefa Olszyny-Wilczyńskiego rozpoczęto od 7 września tworzenie improwizowanych jednostek piechoty do obrony umocnień obszaru Grodna i Wilna. Zgodnie z tym utworzono improwizowany związek taktyczny nazywany Obszarem Warownym „Grodno” lub Grupą „Grodno” pod faktycznym dowództwem płk. dypl. Bohdana Hulewicza. Wchodzący w skład grupy 1 pułk piechoty (zwany też „grodzieńskim”) utworzono w następujący sposób:
- dowództwo pułku i organa kwatermistrzowskie zostały sformowane przez 3 Okręgowy Urząd Wychowania Fizycznego i Przysposobienia Wojskowego i Oddział Zbierania Nadwyżek 81 pp,
- I batalion z batalionu marszowego 81 pułku piechoty istniejącego już od 4 września,
- II batalion z dowództwa grupy kompanii asystencyjnych nr 8, kompanii asystencyjnej nr 91 ze Słonimia, kompanii asystencyjnej nr 92 z Brześcia nad Bugiem[1] oraz z kompanii strzeleckiej i kompanii km batalionu marszowego typ spec. nr 4 z Lidy (77 pp),
- III batalion z pozostałych kompanii strzeleckich batalionów marszowych typ spec. nr 1, 2 i 3 (odpowiednio 1, 5 i 6 pp Leg.) i 2 kompanii km z batalionu marszowego typ spec. nr 3, sformowanych 3 i 4 września w garnizonie Wilno.

Dowódcą pułku został ppłk Mieczysław Janowski. Kompanie 1 pułku piechoty grodzieńskiej posiadały etatowe uzbrojenie strzeleckie (kb, kbk, rkm, ckm i moździerze, wyposażenie osobiste i umundurowanie żołnierza nowe lub nowe starych wzorów, bez hełmów. Pułk nie posiadał jednak pododdziałów specjalistycznych pułkowych i broni ppanc. Stanowił najlepiej wyposażony oddział Grupy „Grodno” i sformowany był z dość młodych roczników rezerwistów. Bataliony w chwili sformowania miały stany zbliżone do wojennego, np. I batalion stan 800 żołnierzy II batalion 830 żołnierzy. Od 18 września używano też zamiennie nazwy 304 pułk piechoty.

## Działania bojowe 1 pułku piechoty OW Grodno
Na podstawie rozkazu Szefa Sztabu Naczelnego Wodza (przekazanego przez I zastępcę szefa płk dypl. Józefa Jaklicza) z 9 września 1939 roku dowódca OK III wydał rozkaz płk dypl. B. Hulewiczowi załadunku do transportów kolejowych między innymi dla 1 pp grodzieńskiego. W dniach 10–12 września pododdziały pułku zostały przewiezione do Lwowa, dotarły tam w godzinach porannych 13 września i po wyładowaniu z transportów III/1 pp na Podzamczu pozostał tam, a pozostała część pułku w Barszczowicach natychmiast został skierowany na odcinek zachodni obrony Lwowa, z uwagi na natarcie czołowych jednostek niemieckiej 1 Dywizji Górskiej. 1 pułk grodzieński na odcinku zachodnim zajął obronę na linii ulic: Grochowska, Dunin-Borkowskich, Bilińskich, Dworzec, ul. Błonie do ul. Janowskiej. W pierwszej linii obronę zajmowały I batalion pułku, II/2 pp grodzieńskiego i III batalion pułku. II batalion pułku był w odwodzie. Dowódcą odcinka zachodniego został ppłk Mieczysław Janowski, siedziba dowództwa mieściła się przy ul. Lwa Sapiehy 37 (obecnie ul. Stepana Bandery). 13 i 14 września bataliony pierwszorzutowe dokonały wypadów patrolami w sile wzmocnionego plutonu zdobywając działko ppanc, broń maszynową i strzelecką zniszczono dwa motocykle z przyczepami, odparto niemiecki atak na odcinku ze strony południowo-zachodniej. Od 15 września piechotę na odcinku wspierał 62 dywizjon artylerii lekkiej. Rozpoznano kierunki podejścia pododdziałów niemieckich. Od 15 września dowództwo najważniejszego odcinka obrony zachodniego przejął dowódca przybyłej do Lwowa 35 DP rez. płk dypl. Jarosław Szafran. Stan bojowy 1 pp grodzieńskiej w dniu 16 września wynosił 78 oficerów i 1806 podoficerów i szeregowych. Tego też dnia na odcinku 1 pułku grodzieńskiego toczono ciężkie walki o Dworzec Główny we Lwowie. 17 września II batalion pułku wraz z dwoma innymi batalionami z odcinka zachodniego prowadził natarcie w kierunku Hołoska Wielkiego dochodząc do tej miejscowości. Celem natarcia było nawiązanie łączności ze Zgrupowaniem gen. broni Kazimierza Sosnkowskiego przebijającym się do Lwowa. Natarcie po początkowym powodzeniu zostało zatrzymane. Straty batalionu to, 6 poległych i dwóch rannych w tym dowódca II batalionu kpt. Gorczyca. 19 września ok. godz. 14 podjęto kolejne natarcie w sile większej 7 batalionów, w natarciu ubezpieczającym szturm na Kortumową Górę wziął udział II batalion 1 pułku grodzieńskiego przy wsparciu pociągu pancernego nr 55 i 62 dal. Natarcie zgrupowania odrzuciło częściowo pododdziały niemieckie, następnie bataliony okopały się na zdobytych stanowiskach, odpierano kontrataki wojsk niemieckich. Walki trwały cały dzień 19 września, II batalion poniósł duże straty osobowe i w broni strzeleckiej. Pozycje pułku były ostrzeliwane przez artylerię niemiecką, atakowane przez lotnictwo niemieckie działania te przysparzały strat pododdziałom pułku. Walczący w składzie 35 DP rez. 1 pułk grodzieński, w wyniku reorganizacji bronił pododcinka „Gródecki” w stosunku do pułku ppłk. Jankowskiego od 20 września używano nazwy 304 pułk piechoty. 21 września na odcinku pułku stwierdzono odwrót jednostek niemieckich zajęto wcześniej bronione przez wroga dominujące punkty terenowe. 22 września wydano rozkazy w związku z kapitulacją garnizonu lwowskiego. Tego dnia w godzinach popołudniowych 1 pułk grodzieński - 304 pułk piechoty zaprzestał działań bojowych.

## Obsada personalna 1 pp OW Grodno
- dowódca pułku – ppłk piech. Mieczysław Janowski[8] †1940 Charków[9]
- I adiutant pułku –
- kwatermistrz – por. piech. Ferdynand Emilian Dyjankiewicz[10] (41 pp)
- dowódca plutonu łączności –
- dowódca I batalionu – kpt. adm. (piech.) Józef III Jabłoński[8] (81 pp) †1940 Charków[11]
  - adiutant batalionu – ppor. piech. rez. Józef Tryzna[10]
  - oficer żywnościowy – ppor. piech. rez. Stefan Flukowski[12] (81 pp)
  - dowódca 1 kompanii strzeleckiej – ppor. piech. Michał Wawrzyniec Kosiba[12] (81 pp) †16 IX 1939 Lwów[13] 
    - oficer w I baonie – ppor. rez. Kuft[12] †16 IX 1939 Lwów[13] 
    - oficer w I baonie – ppor. rez. Pandur[12] †16 IX 1939 Lwów[13]
- dowódca II batalionu - kpt. piech. Władysław Gorczyca[8]
  - adiutant batalionu – por. piech. rez. Edward Sękowski[10]
  - dowódca 4 kompanii strzeleckiej (dawna 91 komp. asystencyjna) - por. Wacław Dąbrowski[14]
  - dowódca kompanii – por. piech. rez. Roman Kajetan Ziegenhirten[12] †13 IX 1939 Lwów[13] 
    - oficer w II baonie – ppor. piech. rez. Stanisław Ignacy Batowski[12] †20 IX 1939 Lwów[13]
- dowódca III batalionu – kpt. adm. (piech.) Tadeusz Jarosław Fludziński[8] (3 Okręgowy Urząd WFiPW)
  - dowódca 7 kompanii strzeleckiej – por. rez. Franciszek Włodarczyk[15]
    - dowódca I plutonu - ppor. rez.  Piotr Wróbel[16]

  - dowódca 9 kompanii strzeleckiej – por. piech. Józef Marcin Marcinkiewicz[17] (6 pp Leg.)
  - dowódca 3 kompanii karabinów maszynowych – ppor. piech. Stefan Stanisław Drotlew (6 pp Leg.) †16 IX 1939[13]